# Mari II bar Tuba
Mari (Mosul, ... – Baghdad, dicembre 1000) è stato un vescovo cristiano orientale siro, metropolita di Rew-Ardashir e patriarca della Chiesa d'Oriente dal 987 al 1000.

## Biografia
Nativo di Mosul, era superiore del convento di Mar Michele a Mosul quando fu scelto per diventare metropolita della Perside; ricevette la consacrazione episcopale a Baghdad dal patriarca Abdisho I.
Durante il suo episcopato a Rew-Ardashir alcune sommosse anticristiane portarono alla distruzione di chiese e conventi e al sequestro dei beni della Chiesa d'Oriente, In questo contesto, Mari chiese al patriarca il permesso di ritirarsi a Mosul, ma le sue dimissioni non furono accolte. Per perorare la sua causa, decise di recarsi personalmente a Baghdad.
Nel frattempo era morto il patriarca e l'emiro Sharaf al-Dawla impose Mari come nuovo catholicos della Chiesa d'Oriente. Barebreo racconta che coloro che non furono d'accordo con questa decisione, vennero convinti a colpi di bastone. Come tutti i suoi predecessori, Mari fu consacrato patriarca nella cattedrale di al-Mada'in il 10 aprile 987 e pose la sua sede nella residenza patriarcale di Dayr al-Rum a Baghdad. Ancora Barebreo riferisce che Mari fu il primo patriarca a ricevere un firmano dal califfo di Baghdad che confermava la sua elezione.
Il suo patriarcato fu segnato da momenti difficili per la Chiesa nestoriana. Lo stesso Mari subì persecuzioni, cui accennano Barebreo e lo storico Mari ibn Sulayman. Per due volte dovette fuggire da Baghdad e riparare nel convento di al-Anbar lontano dalla capitale. Accusato diverse volte, il patriarca fu costretto a presentarsi davanti al califfo al-Qadir per difendersi e difendere gli interessi della sua Chiesa.
Mari morì a Baghdad nel mese di dicembre dell'anno 1000 e fu sepolto nella chiesa di Nostra Signora (chiamata al-Kursi) nel quartiere Dayr al-Rum.